# Bois (Charente)
Bois (en francès Bouëx) és un municipi francès situat al departament del Charente i a la regió de la Nova Aquitània. L'any 2007 tenia 898 habitants.

## Demografia

### Població
El 2007 la població de fet de Bouëx era de 898 persones. Hi havia 356 famílies de les quals 64 eren unipersonals (24 homes vivint sols i 40 dones vivint soles), 116 parelles sense fills, 152 parelles amb fills i 24 famílies monoparentals amb fills.
La població ha evolucionat segons el següent gràfic:
Habitants censats

### Habitatges
El 2007 hi havia 382 habitatges, 354 eren l'habitatge principal de la família, 8 eren segones residències i 20 estaven desocupats. Tots els 381 habitatges eren cases. Dels 354 habitatges principals, 299 estaven ocupats pels seus propietaris, 45 estaven llogats i ocupats pels llogaters i 10 estaven cedits a títol gratuït; 4 tenien una cambra, 14 en tenien dues, 58 en tenien tres, 124 en tenien quatre i 154 en tenien cinc o més. 281 habitatges disposaven pel capbaix d'una plaça de pàrquing. A 110 habitatges hi havia un automòbil i a 219 n'hi havia dos o més.

### Piràmide de població
La piràmide de població per edats i sexe el 2009 era:
| Homes | Edats   | Dones |
| ----- | ------- | ----- |
| 0     | 95 o +  | 0     |
| 4     | 90 a 94 | 4     |
| 4     | 85 a 89 | 4     |
| 12    | 80 a 84 | 4     |
| 4     | 75 a 79 | 12    |
| 8     | 70 a 74 | 8     |
| 20    | 65 a 69 | 24    |
| 16    | 60 a 64 | 16    |
| 24    | 55 a 59 | 24    |
| 36    | 50 a 54 | 20    |
| 36    | 45 a 49 | 32    |
| 52    | 40 a 44 | 44    |
| 28    | 35 a 39 | 24    |
| 40    | 30 a 34 | 40    |
| 16    | 25 a 29 | 12    |
| 20    | 20 a 24 | 28    |
| 32    | 15 a 19 | 36    |
| 20    | 10 a 14 | 12    |
| 24    | 5 a 9   | 12    |
| 16    | 0 a 4   | 12    |

## Economia
El 2007 la població en edat de treballar era de 607 persones, 466 eren actives i 141 eren inactives. De les 466 persones actives 435 estaven ocupades (233 homes i 202 dones) i 31 estaven aturades (12 homes i 19 dones). De les 141 persones inactives 43 estaven jubilades, 49 estaven estudiant i 49 estaven classificades com a «altres inactius».

### Ingressos
El 2009 a Bouëx hi havia 361 unitats fiscals que integraven 940,5 persones, la mediana anual d'ingressos fiscals per persona era de 17.798 €.

### Activitats econòmiques
Dels 22 establiments que hi havia el 2007, 1 era d'una empresa extractiva, 1 d'una empresa alimentària, 1 d'una empresa de fabricació de material elèctric, 9 d'empreses de construcció, 3 d'empreses de comerç i reparació d'automòbils, 2 d'empreses de transport, 1 d'una empresa d'hostatgeria i restauració i 4 d'empreses de serveis.
Dels 9 establiments de servei als particulars que hi havia el 2009, 1 era un taller de reparació d'automòbils i de material agrícola, 4 paletes, 1 guixaire pintor, 1 fusteria, 1 electricista i 1 restaurant.
L'únic establiment comercial que hi havia el 2009 era una floristeria.
L'any 2000 a Bouëx hi havia 19 explotacions agrícoles que ocupaven un total de 688 hectàrees.

## Equipaments sanitaris i escolars
El 2009 hi havia una escola elemental.

## Poblacions més properes
El següent diagrama mostra les poblacions més properes.